# Denise Holzkamp
Denise Holzkamp (ur. 7 kwietnia 1973 w Berlinie) – niemiecka szpadzistka, srebrna medalistka mistrzostw świata.
Podczas mistrzostw świata w La Chaux-de-Fonds w 1998 roku zdobyła srebrny medal w turnieju indywidualnym. W finale przegrała z Francuzką Laurą Flessel. Był to jedyny medal Holzkamp wywalczony w zawodach tego cyklu.
Nigdy nie wzięła udziału w igrzyskach olimpijskich.
Ponadto zdobyła złoty medal w szpadzie drużynowej na mistrzostwach Europy w Płowdiwie w 1998 roku oraz brązowy w szpadzie indywidualnej na mistrzostwach Europy w Bolzano rok później.